# Campeonato de Australasia 1914
Lista de los campeones del Abierto de Australia de 1914:

## Individual masculino
Arthur O'Hara Wood (AUS) d. Gerald Patterson (AUS),  6–4, 6–3, 5–7, 6–1

## Dobles masculino
Ashley Campbell/Gerald Patterson (AUS)
| Predecesor: 1913                                       | Abierto de Australia 1914 | Sucesor: 1915                         |
| Predecesor: Campeonato nacional de Estados Unidos 1913 | Grand Slam 1914           | Sucesor: Campeonato de Wimbledon 1914 |

- Datos: Q2611863